# 1984年ロサンゼルスオリンピックのジャマイカ選手団
1984年ロサンゼルスオリンピックのジャマイカ選手団（1984ねんロサンゼルスオリンピックのジャマイカせんしゅだん）は、1984年7月28日から8月12日にかけてアメリカ合衆国のロサンゼルスで開催された1984年ロサンゼルスオリンピックのジャマイカ選手団、およびその競技結果。

## 概要
今大会は銀メダル1個、銅メダル2個の合計3個のメダルを獲得した。

## メダル
| メダル | 選手名                                                                            | 競技 | 種目             |
| ------ | --------------------------------------------------------------------------------- | ---- | ---------------- |
| 銀     | アルバート・ローレンス グレッグ・メグー ドン・クォーリー レイモンド・スチュワート | 陸上 | 男子4×100mリレー |
| 銅     | マリーン・オッティ                                                                | 陸上 | 女子100m         |
| 銅     | マリーン・オッティ                                                                | 陸上 | 女子200m         |